# Kochanowice (gemeente)
De gemeente Kochanowice is een landgemeente in het Poolse woiwodschap Silezië, in powiat Lubliniecki.
De zetel van de gemeente is in Kochanowice.
Op 30 juni 2004 telde de gemeente 6715 inwoners.

## Oppervlakte gegevens
In 2002 bedroeg de totale oppervlakte van gemeente Kochanowice 79,71 km², waarvan:
- agrarisch gebied: 49%
- bossen: 43%

De gemeente beslaat 9,7% van de totale oppervlakte van de powiat.

## Demografie
Stand op 30 juni 2004:
| Omschrijving                   | Totaal | Totaal | Vrouwen | Vrouwen | Mannen | Mannen |
| ------------------------------ | ------ | ------ | ------- | ------- | ------ | ------ |
| eenheid                        | aantal | %      | aantal  | %       | aantal | %      |
| inwoners                       | 6715   | 100    | 3420    | 50,9    | 3295   | 49,1   |
| bevolkingsdichtheid (inw./km²) | 84,2   | 84,2   | 42,9    | 42,9    | 41,3   | 41,3   |

In 2002 bedroeg het gemiddelde inkomen per inwoner 1338,21 zł.

## Administratieve plaatsen (sołectwo)
Kochanowice, Droniowice, Harbułtowice, Jawornica, Kochcice, Lubecko, Lubockie-Ostrów, Pawełki.
Zonder de status sołectwo : Swaciok, Szklarnia.

## Aangrenzende gemeenten
Ciasna, Herby, Koszęcin, Lubliniec, Pawonków